# Christian Stoll (Theologe)
Christian Stoll (* 1982 in Bad Driburg) ist ein deutscher  römisch-katholischer Theologe.

## Leben
Nach dem Abitur 2002 am St.-Ursula-Gymnasium in Attendorn studierte er als Stipendiat der Studienstiftung des deutschen Volkes von 2003 bis 2011 Rechtswissenschaft, Politikwissenschaft und katholische Theologie an der Albert-Ludwigs-Universität Freiburg und an der Yale University (USA). Von 2011 bis 2015 war er Universitätsassistent (prae-doc) am Lehrstuhl für Dogmatik und Dogmengeschichte bei Jan-Heiner Tück an der Universität Wien, wo er 2016 zum Dr. theol. promoviert; für die Dissertation wurde er mit dem Pius-Parschpreis 2017 ausgezeichnet. 2019/2020 war er Schrödinger-Fellow an der University of Notre Dame (USA). 2022 hatte er eine Professurvertretung für Systematische Theologie an der RWTH Aachen inne und 2022/23 eine Lehrstuhlvertretung für Dogmatik und Dogmengeschichte an der WWU Münster. 2023 habilitierte er sich  an der Universität Wien und erhielt die venia legendi für Dogmatik und Dogmengeschichte. Seit 2023 ist er Lehrstuhlinhaber für Dogmatik und Dogmengeschichte an der Theologischen Fakultät Paderborn. 2024 wurde er leitender Direktor des Johann-Adam-Möhler-Instituts für Ökumenik.
Seine Forschungsschwerpunkte sind interkonfessionelle Theologiegeschichte der Moderne, religiöse Erfahrung und Wissenschaftstheorie der Theologie und Ekklesiologie sowie politische Theologie.
2025 wurde Stoll der renommierte Karl-Rahner-Preis verliehen. Die Karl-Rahner-Stiftung der Universität Innsbruck würdigte damit seine 2023 an der Universität Wien eingereichte Habilitationsschrift „Religiöse Erfahrung und theologische Wissenschaft im Umbruch der Moderne. Studien zur katholischen Theologie in der Modernismuskrise“. Stoll untersucht darin die Modernismuskrise zu Beginn des 20. Jahrhunderts.
Papst Leo XIV. berief ihn am 3. Juli 2025 zum Konsultor des Dikasteriums zur Förderung der Einheit der Christen.

## Schriften (Auswahl)
- Die Öffentlichkeit der Christus-Krise. Erik Petersons eschatologischer Kirchenbegriff im Kontext der Moderne. Paderborn 2017, ISBN 978-3-506-78628-8.
- mit Magnus Lerch: Gefährdete Moderne. Interdisziplinäre Perspektiven auf die katholische Reformtheologie des Zwischenkriegszeit., Freiburg 2021, ISBN 978-3-451-38753-1.
- mit Magnus Lerch: Religiöse Erfahrung. Bestandsaufnahmen und Perspektiven zu einer strittigen Kategorie., Questio disputata 333, Freiburg 2023, ISBN 978-3-451-02333-0.